# Ramon il Messicano
Ramon il Messicano é uma produção cinematográfica italiana de 1966, do subgênero Western Spaghetti, dirigida por Maurizio Pradeaux.

## Sinopse
Enquanto se banha em um rio, a jovem Esmeralda sofre uma tentativa de estupro por parte de Ruan Morales. Em sua defesa, intervém o noivo Slim Baxters que mata o agressor. Temendo a vingança da família, é induzido pelo pai a abandonar a cidade. Ramon e seus bandoleiros assassinam o velho Baxters e capturam Esmeralda. Avisado, Slim enfrenta o inimigo em um duelo no qual leva a pior. Após se recuperar, reúne um grupo de pistoleiros para afrontar novamente o rival.

## Elenco
- Claudio Undari (creditado como Robert Hunder) - Ramon Morales
- Vilma Lindamar - Esmeralda Baxter
- Jean Louis - Slim Baxter